# Doloplazy
Doloplazy (deutsch Doloplas) ist eine Gemeinde in Tschechien. Sie liegt vier Kilometer nordwestlich von Němčice nad Hanou und gehört zum Okres Prostějov.

## Geographie
Doloplazy befindet sich rechtsseitig des Flüsschens Brodečka, gegenüber der Einmündung des Baches Potůček, in der Obermährischen Senke (Hornomoravský úval). Südlich des Dorfes fließt der Želečský potok. Am östlichen Ortsrand verläuft die Bahnstrecke Nezamyslice–Šternberk. Gegen Norden liegen mehrere Teiche. Nordöstlich erhebt sich die Anhöhe U červeného kříže (Rotes Kreuz, 257 m. n.m.) mit den Resten des keltischen Oppidums Němčice nad Hanou.
Nachbarorte sind Vřesovice und Bajajka im Norden, Poličky im Nordosten, Hruška im Osten, Němčice nad Hanou und Víceměřice im Südosten, Nezamyslice im Süden, Dřevnovice und Chvalkovice na Hané im Südwesten, Drysice, Želeč und Ondratice im Westen sowie Dobromilice im Nordwesten.

## Geschichte
Die erste urkundliche Erwähnung stammt aus dem Jahr 1354. Jan Žalkovský von Žalkovic erteilte dem Dorf 1610 ein Ortssiegel.
Im Jahre 1716 erwarben die Freiherren von Stomm das Gut Doloplazy mit den zugehörigen Dörfern Doloplazy, Dřevnovice und Těšice. In den Jahren 1848–1849 wurde eine der ersten Zuckerfabriken in Mähren errichtet.
Nach der Aufhebung der Patrimonialherrschaften bildete Doloplazy / Doloplas ab 1850 eine Gemeinde im Gerichtsbezirk Kojetein. Ab 1869 gehörte Doloplazy zum Bezirk Kremsier; zu dieser Zeit hatte das Dorf 368 Einwohner und bestand aus 76 Häusern. Im Jahre 1868 erfolgte der Bau der Mährisch-Schlesische Nordbahn, am 1. Mai 1871 wurde die Strecke in Betrieb genommen. 1876 wurde die Gemeinde in den Bezirk Prerau umgegliedert. Der Bau des Anschlussgleises zur Zuckerfabrik erfolgte 1879. Bis 1881 waren die Grafen von Stomm Besitzer der Grundherrschaft Doloplas, danach folgten die Freiherren von Ulm zu Erbach. Im Jahre 1900 lebten in Doloplazy 403 Personen; 1910 waren es 426. Nachdem das barocke Schloss 1904 abgebrannt war, ließ Maximilian Johann Baptist von Ulm zu Erbach einen Jugendstilbau errichten. Nach dem Ersten Weltkrieg zerfiel der Vielvölkerstaat Österreich-Ungarn, die Gemeinde wurde 1918 Teil der neu gebildeten Tschechoslowakischen Republik. Beim Zensus von 1921 lebten in den 74 Häusern von Doloplazy 393 Personen; darunter 375 Tschechen, zwölf Deutsche und zwei Juden. 1930 bestand Doloplazy aus 110 Häusern und hatte 493 Einwohner. Von 1939 bis 1945 gehörte Doloplazy / Doloplas zum Protektorat Böhmen und Mähren. 1948 wurde das Dorf dem neu gebildeten Okres Kojetín zugeordnet. Im Jahre 1950 hatte Doloplazy 455 Einwohner. Poličky wurde 1953 eingemeindet. Im Zuge der Gebietsreform von 1960 und der Aufhebung des Okres Kojetín kam die  Gemeinde zum Okres Prostějov. Beim Zensus von 2001 lebten in den 167 Häusern der Gemeinde 572 Personen, davon 442 in Doloplazy (118 Häuser) und 130 in Poličky (49 Häuser).

## Gemeindegliederung
Die Gemeinde Doloplazy besteht aus den Ortsteilen Doloplazy und Poličky, die zugleich auch Katastralbezirke bilden.

## Sehenswürdigkeiten
- Schloss Doloplazy, errichtet 1904 im Jugendstil
- Kapelle der hll. Kyrill und Method, auf dem Dorfplatz
- Statue des hl. Johannes von Nepomuk, vor der Kapelle
- Gusseisernes Kreuz, vor der Kapelle

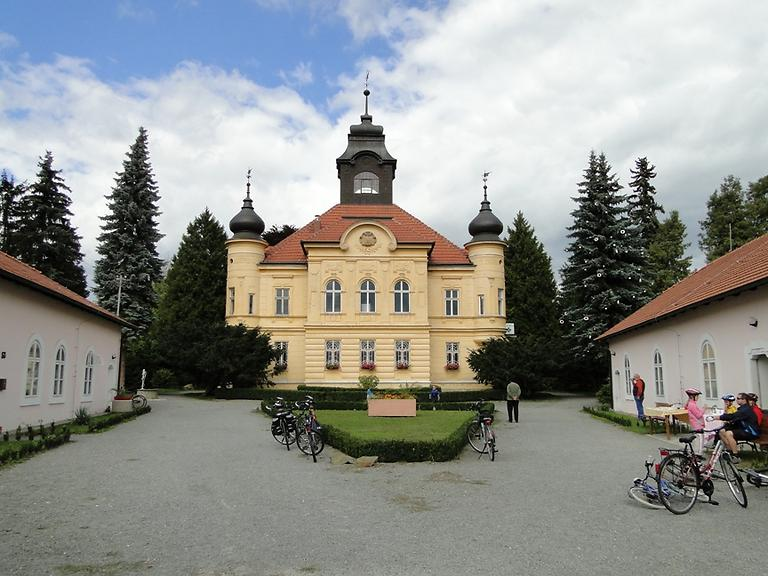
Schloss Doloplazy
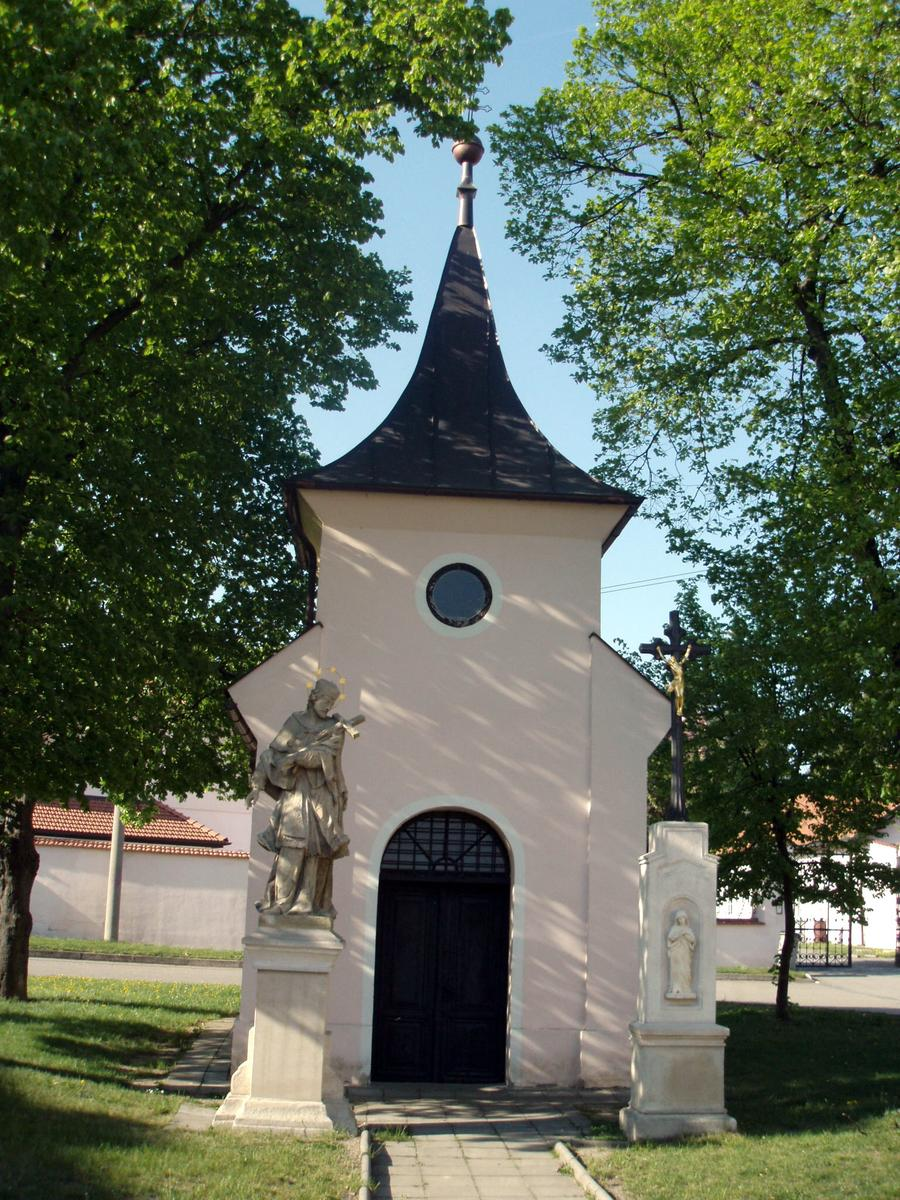
Kapelle mit Statue von Johannes Nepomuk

## Söhne und Töchter der Gemeinde
- Rudolf Stockar von Bernkopf (1886–1957), Architekt
- Jaroslav Stockar von Bernkopf (1890–1977), Architekt